# Mr. Blues
| Recensione | Giudizio |
| ---------- | -------- |
| AllMusic   | [ 1 ]    |

Mr. Blues è un album discografico del sassofonista e pianista jazz statunitense Hank Crawford, pubblicato dalla casa discografica Atlantic Records nel 1967.

## Tracce

### LP
Lato A
1. Mr. Blues – 3:58 (Hank Crawford) – Registrato il 21 marzo 1966
2. On a Clear Day (You Can See Forever) – 3:08 (Alan Jay Lerner, Burton Lane) – Registrato il 21 marzo 1966
3. Hush Puppies – 3:33 (Hank Crawford) – Registrato il 29 ottobre 1965
4. Danger Zone – 3:27 (Percy Mayfield) – Registrato il 19 gennaio 1966
5. Route 66 – 4:02 (Bobby Troup) – Registrato il 17 novembre 1965

Lato B
1. Lonely Avenue – 4:10 (Doc Pomus) – Registrato il 14 gennaio 1966
2. Teardrops – 4:08 (Sylvester Thompson, Seaphus Scott) – Registrato il 17 novembre 1965
3. Smoky City – 3:39 (Hank Crawford) – Registrato il 17 ottobre 1965
4. The Turfer – 3:33 (Hank Crawford) – Registrato il 14 gennaio 1966

## Musicisti
Mr. Blues / On a Clear Day (You Can See Forever)
- Hank Crawford - pianoforte
- Hank Crawford - sassofono alto (brano: On a Clear Day (You Can See Forever))
- Wendell Harrison - sassofono tenore
- Lonnie Shaw - sassofono baritono
- John Hunt - tromba
- Fielder Floyd - tromba
- Sonny Forriest - chitarra
- Charles Green - contrabbasso
- Isaac Walton - batteria

Hush Puppies
- Hank Crawford - sassofono alto
- Wendell Harrison - sassofono tenore
- Lonnie Shaw - sassofono baritono
- John Hunt - tromba
- Fielder Floyd - tromba
- Charles Green - contrabbasso
- Wilbert Hogan - batteria

Danger Zone
- Hank Crawford - sassofono alto
- Wendell Harrison - sassofono tenore
- Howard Johnson - sassofono baritono
- John Hunt - tromba
- Fielder Floyd - tromba
- Sonny Forriest - chitarra
- Charles Dungey - contrabbasso
- Joe Dukes - batteria

Route 66 / Teardrops
- Hank Crawford - sassofono alto
- Wendell Harrison - sassofono tenore
- Lonnie Shaw - sassofono baritono
- John Hunt - tromba
- Fielder Floyd - tromba
- Charles Green - contrabbasso
- Milt Turner - batteria

Lonely Avenue / The Turfer
- Hank Crawford - sassofono alto
- Wendell Harrison - sassofono tenore
- Howard Johnson - sassofono baritono
- John Hunt - tromba
- Fielder Floyd - tromba
- Sonny Forriest - chitarra
- Charles Lindsay - contrabbasso
- Wilbert Hogan - batteria

Smoky City
- Hank Crawford - pianoforte
- Wendell Harrison - sassofono tenore
- Lonnie Shaw - sassofono baritono
- John Hunt - tromba
- Fielder Floyd - tromba
- Charles Green - contrabbasso
- Milt Turner - batteria

Note aggiuntive
- Nasuhi Ertegun e Arif Mardin - produttori, supervisori
- Tom Dowd e Phil Iehle - ingegneri delle registrazioni
- Lee Friedlander - fotografia copertina album originale
- Loring Eytemey - design copertina album originale
- Herb Wong - note interne copertina album originale[2]